# Župnija Šentjur
Župnija Šentjur je rimskokatoliška teritorialna župnija Dekanije Šmarje pri Jelšah, ki je del Škofije Celje.
Župnijska cerkev je posvečena sv. Juriju.

## Zgodovina
Prva omemba samostojne župnije je iz leta 1526.
Do 7. aprila 2006, ko je bila ustanovljena Škofija Celje, je bila župnija del kozjanskega naddekanata Škofije Maribor.